# Acalypha radinostachya
Acalypha radinostachya är en törelväxtart som beskrevs av John Donnell Smith. Acalypha radinostachya ingår i släktet akalyfor, och familjen törelväxter. Inga underarter finns listade i Catalogue of Life.